# Swartzia
Swartzia là một chi thực vật trong họ Fabaceae.

## Các loài
Chi này gồm các loài:
- Swartzia aureosericea
- Swartzia bombycina
- Swartzia fistuloides (hiện là Bobgunnia fistuloides)
- Swartzia haughtii
- Swartzia littlei
- Swartzia macrophylla
- Swartzia nuda
- Swartzia oraria
- Swartzia rediviva
- Swartzia robiniifolia
- Swartzia santanderensis
- Swartzia madagascariensis (hiện là Bobgunnia madagascariensis)

## Hình ảnh

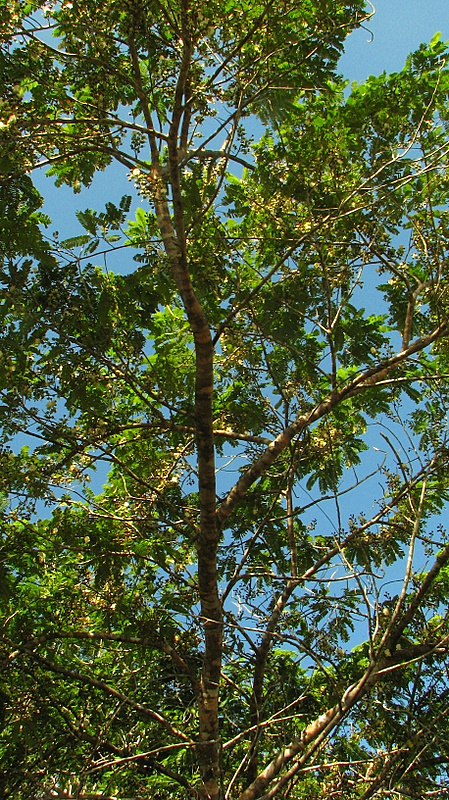
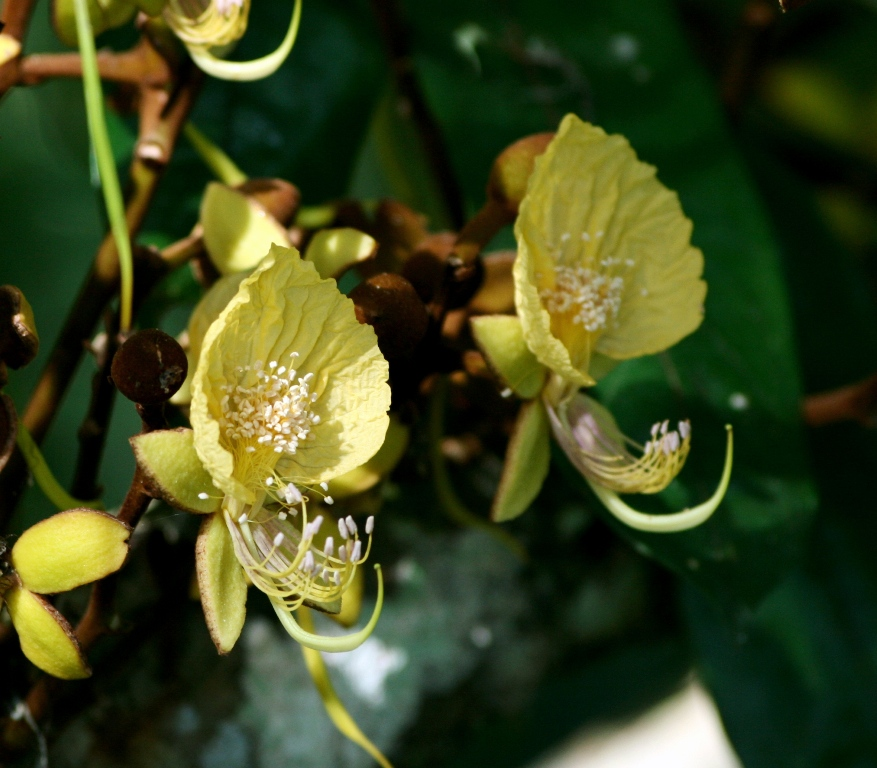
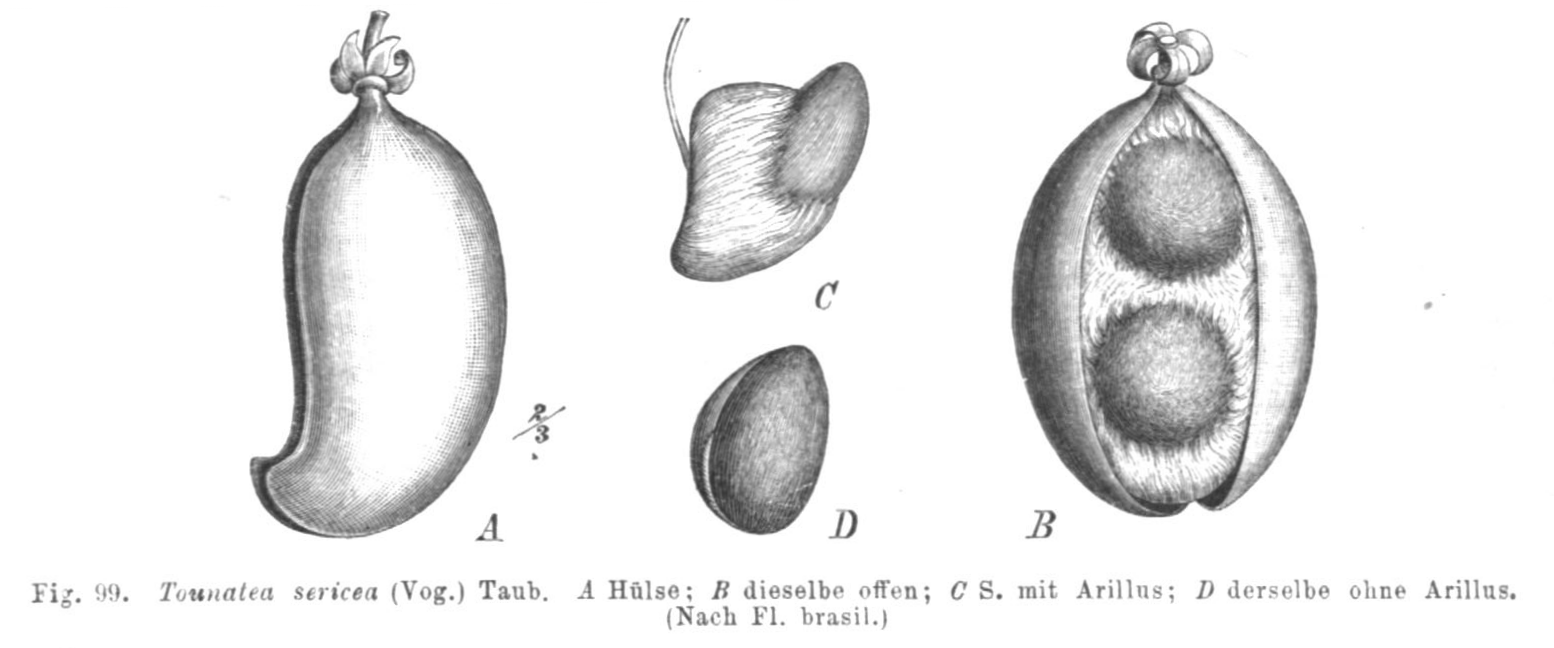